# Cursan
Cursan est une commune du Sud-Ouest de la France, située dans le département de la Gironde, en région Nouvelle-Aquitaine.

## Géographie

### Localisation
Commune de l'aire d'attraction de Bordeaux, Cursan est située dans la région naturelle de l'Entre-deux-Mers.

### Communes limitrophes
Les communes limitrophes sont  Baron, Camiac-et-Saint-Denis, Croignon, Créon, La Sauve, Le Pout et Sadirac.
|         | Croignon | Baron                 |
| Le Pout | Cursan   | Camiac-et-Saint-Denis |
| Sadirac | Créon    | La Sauve              |

### Climat
Le climat qui caractérise la commune est qualifié, en 2010, de « climat océanique altéré », selon la typologie des climats de la France qui compte alors huit grands types de climats en métropole. En 2020, la commune ressort du même type de climat dans la classification établie par Météo-France, qui ne compte désormais, en première approche, que cinq grands types de climats en métropole. Il s’agit d’une zone de transition entre le climat océanique et les climats de montagne et le climat semi-continental. Les écarts de température entre hiver et été augmentent avec l'éloignement de la mer. La pluviométrie est plus faible qu'en bord de mer, sauf aux abords des reliefs.
Les paramètres climatiques qui ont permis d’établir la typologie de 2010 comportent six variables pour les températures et huit pour les précipitations, dont les valeurs correspondent à la normale 1971-2000. Les sept principales variables caractérisant la commune sont présentées dans l'encadré ci-après.
| Paramètres climatiques communaux sur la période 1971-2000 - Moyenne annuelle de température : 12,5 °C - Nombre de jours avec une température inférieure à −5 °C : 3 j - Nombre de jours avec une température supérieure à 30 °C : 7,6 j - Amplitude thermique annuelle : 14,3 °C - Cumuls annuels de précipitation : 867 mm - Nombre de jours de précipitation en janvier : 11,9 j - Nombre de jours de précipitation en juillet : 7,1 j |

Avec le changement climatique, ces variables ont évolué. Une étude réalisée en 2014 par la Direction générale de l'Énergie et du Climat complétée par des études régionales prévoit en effet que la  température moyenne devrait croître et la pluviométrie moyenne baisser, avec toutefois de fortes variations régionales. La station météorologique de Météo-France installée sur la commune et mise en service en 1984 permet de connaître l'évolution des indicateurs météorologiques. Le tableau détaillé pour la période 1981-2010 est présenté ci-après.
| Mois                                  | jan.           | fév.          | mars        | avril         | mai           | juin          | jui.          | août         | sep.         | oct.            | nov.            | déc.            | année    |
| ------------------------------------- | -------------- | ------------- | ----------- | ------------- | ------------- | ------------- | ------------- | ------------ | ------------ | --------------- | --------------- | --------------- | -------- |
| Température minimale moyenne (°C)     | 3,5            | 4             | 5,8         | 7,7           | 11,4          | 14,4          | 16            | 15,9         | 13           | 10,8            | 6,6             | 4,2             | 9,5      |
| Température moyenne (°C)              | 6,6            | 7,8           | 10,3        | 12,5          | 16,4          | 19,5          | 21,4          | 21,5         | 18,4         | 15,1            | 10              | 7,2             | 13,9     |
| Température maximale moyenne (°C)     | 9,6            | 11,6          | 14,9        | 17,2          | 21,4          | 24,5          | 26,9          | 27,2         | 23,9         | 19,5            | 13,3            | 10,1            | 18,4     |
| Record de froid (°C) date du record   | −14 16.01.1985 | −10 12.02.12  | −9 01.03.05 | −2 12.04.1986 | 2,4 03.05.10  | 7 01.06.11    | 8 25.07.07    | 6,5 31.08.10 | 3,5 28.09.10 | −2,5 30.10.1997 | −6,5 22.11.1998 | −9,5 30.12.1996 | −14 1985 |
| Record de chaleur (°C) date du record | 21 29.01.02    | 24 24.02.1990 | 27 20.03.05 | 31 30.04.05   | 34,5 30.05.01 | 39 20.06.1998 | 38 21.07.1990 | 40 13.08.03  | 36 03.09.05  | 32 03.10.11     | 24 08.11.1985   | 22 16.12.1989   | 40 2003  |
| Précipitations (mm)                   | 82,7           | 68,6          | 63,4        | 82,8          | 72            | 55,5          | 53            | 55,9         | 72,2         | 85,9            | 97,8            | 96,3            | 886,1    |

## Urbanisme

### Typologie
Au 1er janvier 2024, Cursan est catégorisée commune rurale à habitat dispersé, selon la nouvelle grille communale de densité à sept niveaux définie par l'Insee en 2022.
Elle est située hors unité urbaine. Par ailleurs la commune fait partie de l'aire d'attraction de Bordeaux, dont elle est une commune de la couronne,. Cette aire, qui regroupe 275 communes, est catégorisée dans les aires de 700 000 habitants ou plus (hors Paris),.

### Occupation des sols

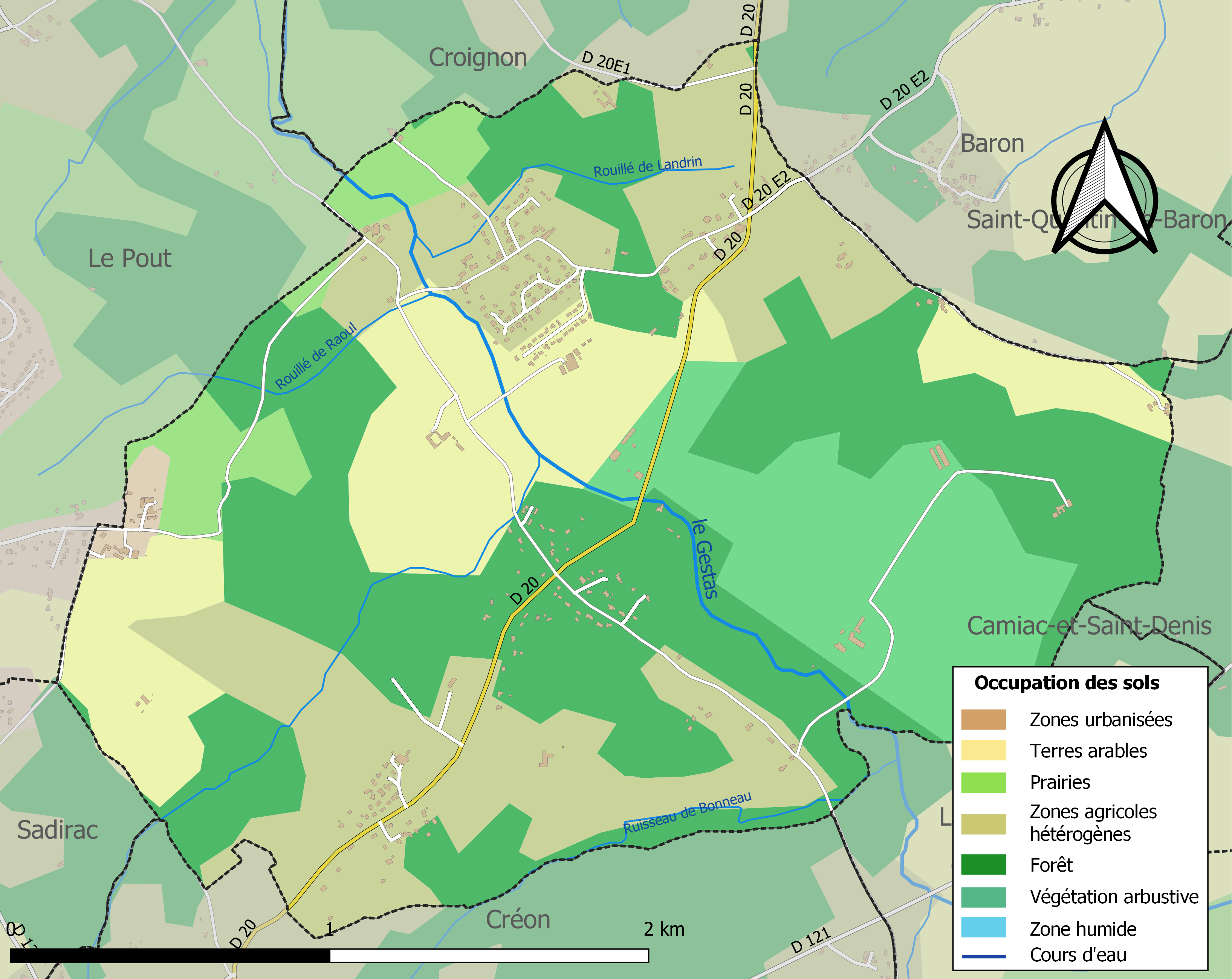
Carte des infrastructures et de l'occupation des sols de la commune en 2018 (CLC).

L'occupation des sols de la commune, telle qu'elle ressort de la base de données européenne d’occupation biophysique des sols Corine Land Cover (CLC), est marquée par l'importance des forêts et milieux semi-naturels (51,9 % en 2018), en augmentation par rapport à 1990 (34,3 %). La répartition détaillée en 2018 est la suivante : 
forêts (38,5 %), zones agricoles hétérogènes (26,7 %), milieux à végétation arbustive et/ou herbacée (13,5 %), terres arables (10,2 %), cultures permanentes (6,7 %), prairies (3,8 %), zones urbanisées (0,7 %). L'évolution de l’occupation des sols de la commune et de ses infrastructures peut être observée sur les différentes représentations cartographiques du territoire : la carte de Cassini (XVIIIe siècle), la carte d'état-major (1820-1866) et les cartes ou photos aériennes de l'IGN pour la période actuelle (1950 à aujourd'hui).

### Risques majeurs
Le territoire de la commune de Cursan est vulnérable à différents aléas naturels : météorologiques (tempête, orage, neige, grand froid, canicule ou sécheresse), inondations et séisme (sismicité faible). Un site publié par le BRGM permet d'évaluer simplement et rapidement les risques d'un bien localisé soit par son adresse soit par le numéro de sa parcelle.
La commune a été reconnue en état de catastrophe naturelle au titre des dommages causés par les inondations et coulées de boue survenues en 1982, 1999, 2009, 2014 et 2021,.

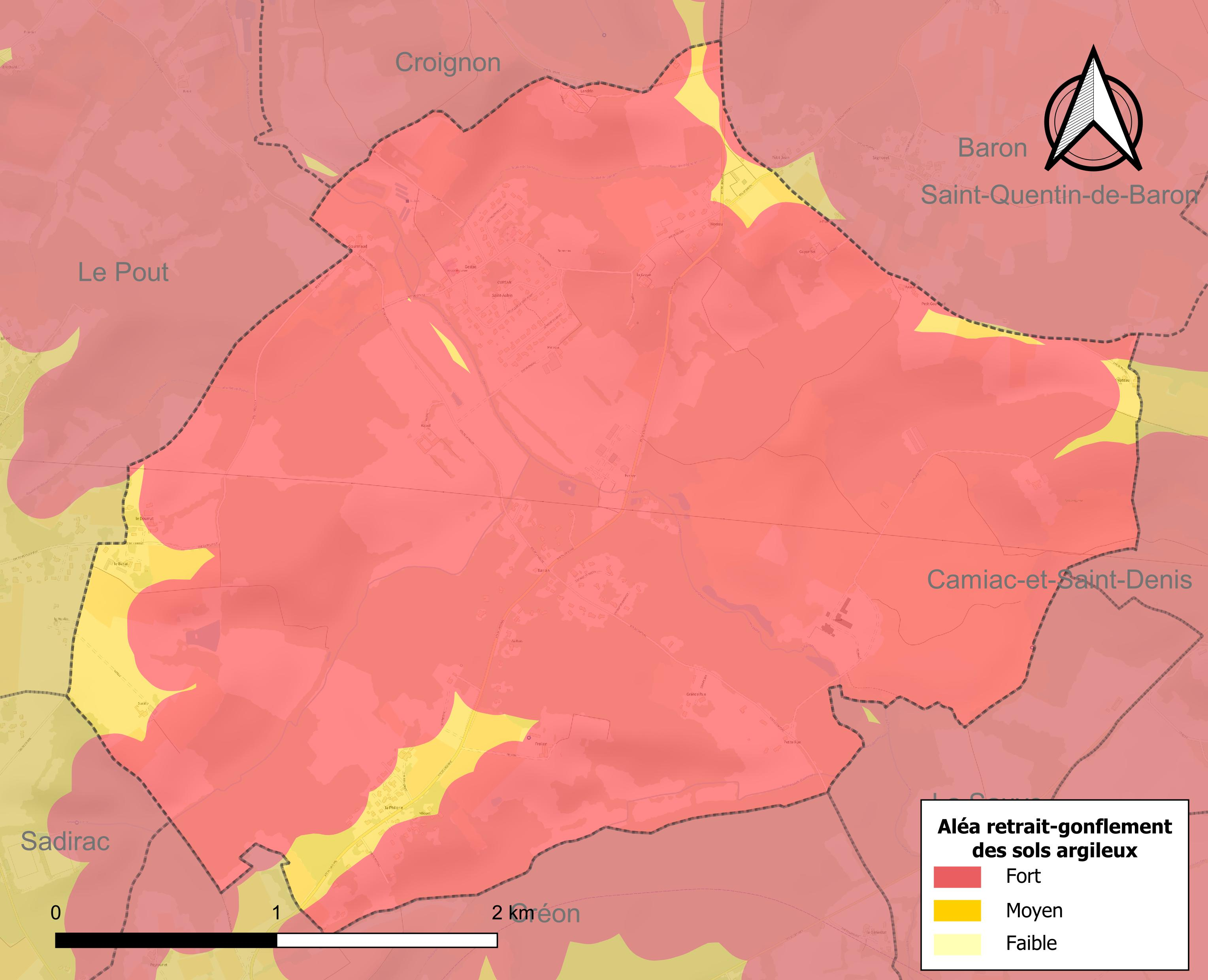
Carte des zones d'aléa retrait-gonflement des sols argileux de Cursan.

Le retrait-gonflement des sols argileux est susceptible d'engendrer des dommages importants aux bâtiments en cas d’alternance de périodes de sécheresse et de pluie. La totalité de la commune est en aléa moyen ou fort (67,4 % au niveau départemental et 48,5 % au niveau national). Sur les 243 bâtiments dénombrés sur la commune en 2019,  243 sont en aléa moyen ou fort, soit 100 %, à comparer aux 84 % au niveau départemental et 54 % au niveau national. Une cartographie de l'exposition du territoire national au retrait gonflement des sols argileux est disponible sur le site du BRGM,.
Par ailleurs, afin de mieux appréhender le risque d’affaissement de terrain, l'inventaire national des cavités souterraines permet de localiser celles situées sur la commune.
Concernant les mouvements de terrains, la commune a été reconnue en état de catastrophe naturelle au titre des dommages causés par la sécheresse en 2003 et par des mouvements de terrain en 1999.

## Toponymie
Le nom de la commune provient probablement de l’anthroponyme gallo-romain Curtius.
En gascon, le nom de la commune est Curçan.

## Histoire
À la Révolution, la paroisse Saint-Michel de Cursan forme la commune de Cursan.

## Politique et administration
La commune de Cursan fait partie de l'arrondissement de Bordeaux. À la suite du découpage territorial de 2014 entré en vigueur à l'occasion des élections départementales de 2015, la commune demeure dans le canton de Créon remodelé,. Cursan fait également partie de la communauté de communes du Créonnais, membre du Pays du Cœur de l'Entre-deux-Mers.

### Liste des maires
| Période                                  | Période  | Identité              | Étiquette | Qualité     |
| ---------------------------------------- | -------- | --------------------- | --------- | ----------- |
| Les données manquantes sont à compléter. |          |                       |           |             |
|                                          |          | Robert Coste          |           |             |
| 1995                                     | 2001     | Anne-Marie Desmoulins |           |             |
| 2001                                     | 2008     | Claude Brousse        |           |             |
| 2008                                     | 2020     | Jean-Pierre Seurin    |           | Agriculteur |
| 2020                                     | En cours | Ludovic Caurraze      |           |             |

## Démographie
Les habitants de Cursan sont appelés les Cursanais.
L'évolution du nombre d'habitants est connue à travers les recensements de la population effectués dans la commune depuis 1793. Pour les communes de moins de 10 000 habitants, une enquête de recensement portant sur toute la population est réalisée tous les cinq ans, les populations de référence des années intermédiaires étant quant à elles estimées par interpolation ou extrapolation. Pour la commune, le premier recensement exhaustif entrant dans le cadre du nouveau dispositif a été réalisé en 2004.

En 2022, la commune comptait 666 habitants, en évolution de +3,26 % par rapport à 2016 (Gironde : +6,91 %, France hors Mayotte : +2,11 %).
| 1793 | 1800 | 1806 | 1821 | 1831 | 1836 | 1841 | 1846 | 1851 |
| ---- | ---- | ---- | ---- | ---- | ---- | ---- | ---- | ---- |
| 315  | 272  | 236  | 211  | 220  | 239  | 209  | 211  | 233  |

| 1856 | 1861 | 1866 | 1872 | 1876 | 1881 | 1886 | 1891 | 1896 |
| ---- | ---- | ---- | ---- | ---- | ---- | ---- | ---- | ---- |
| 210  | 210  | 248  | 248  | 217  | 209  | 202  | 170  | 197  |

| 1901 | 1906 | 1911 | 1921 | 1926 | 1931 | 1936 | 1946 | 1954 |
| ---- | ---- | ---- | ---- | ---- | ---- | ---- | ---- | ---- |
| 188  | 210  | 224  | 185  | 172  | 200  | 187  | 186  | 181  |

| 1962 | 1968 | 1975 | 1982 | 1990 | 1999 | 2004 | 2006 | 2009 |
| ---- | ---- | ---- | ---- | ---- | ---- | ---- | ---- | ---- |
| 184  | 180  | 162  | 413  | 451  | 437  | 455  | 451  | 474  |

| 2014 | 2019 | 2022 | - | - | - | - | - | - |
| ---- | ---- | ---- | - | - | - | - | - | - |
| 619  | 659  | 666  | - | - | - | - | - | - |

## Économie
La commune est située dans l'aire géographique de production de l'entre-deux-mers (vins blancs secs), appellation d'origine contrôlée du vignoble du même nom. Toute la région produit en outre des rouges, des clairets, des rosés, des blancs secs, doux ou effervescents sous les dénominations bordeaux et bordeaux-supérieur.

## Culture locale et patrimoine

### Lieux et monuments

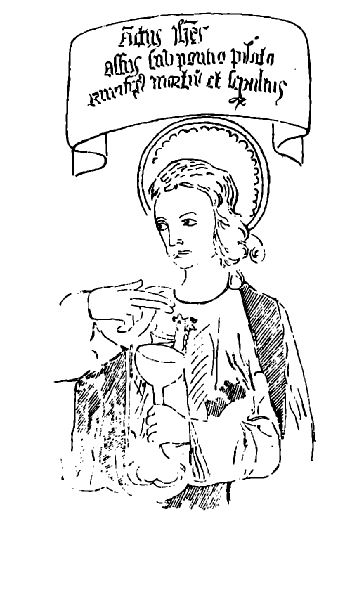
Dessin de la fresque de l'ancienne église Saint-Jean.

Outre le château de Barrault, vingt-cinq autres lieux et édifices de la commune de Cursan sont recensés et versés à l'inventaire général du patrimoine culturel dans le cadre d'une étude topographique du canton de Créon réalisée à partir de 1983 par le conseil régional d'Aquitaine.
- L'ancienne église Saint-Jean a été détruite en 1870, et seule une fresque du XVe siècle put être copiée. Elle montre Saint Jean l’évangéliste et l'inscription au-dessus de sa tête : « Sanctus Joannes ; passus sub Pontio Pilato, crucifixus mortuu et sepultus est »[32].
- Église Saint-Michel de Cursan. Elle est inscrite à l'Inventaire général du patrimoine culturel[33].

### Héraldique
| Blason de {{{commune}}} | Blason  | Écartelé de gueules et d'argent, au premier à la façade de l'église du lieu d'argent portillée au naturel, sommée d'une croisette latine de sable, au fronton chargé de deux baies, la plus haute du champ abritant une cloche de sable, la plus basse aussi de sable, au deuxième au pied de vigne arraché au naturel, feuillé de six pièces de sinople, fruité, à dextre, de deux grappes de raisin, l'une d'or sur l'autre de pourpre, et, à senestre, de deux grappes, l'une aussi de pourpre sur l'autre aussi d'or, au troisième au rameau de genêt tigé de sinople et fleuri d'or, posé en bande, soutenu d'une jumelle ondée d'azur, au quatrième au château de quatre tours accolées d'argent, essorées de sable et à trois cheminées aussi d'argent, ouvert aussi de sable ; sur le tout d'or à la croix de sable chargée de six coquilles d'argent. |
| Blason de {{{commune}}} | Détails | Le statut officiel du blason reste à déterminer. |